# Mistrovství světa v alpském lyžování 1966
15. Mistrovství světa v alpském lyžování se konalo v roce 1966 v chilském Portillo.

## Medailisté

### Muži
| Soutěž      | Zlato             | Stříbro         | Bronz          |
| Sjezd       | Jean-Claude Killy | Léo Lacroix     | Franz Vogler   |
| Slalom      | Carlo Senoner     | Guy Périllat    | Louis Jauffret |
| Obří slalom | Guy Périllat      | Georges Mauduit | Karl Schranz   |
| Kombinace   | Jean-Claude Killy | Léo Lacroix     | Ludwig Leitner |

### Ženy
| Soutěž      | Zlato                 | Stříbro               | Bronz            |
| Sjezd       | Marielle Goitschelová | Annie Famose          | Burgl Färbinger  |
| Slalom      | Annie Famose          | Marielle Goitschelová | Penny McCoy      |
| Obří slalom | Marielle Goitschelová | Heidi Zimmermann      | Florence Steurer |
| Kombinace   | Marielle Goitschelová | Annie Famose          | Heidi Zimmermann |

## Přehled medailí
| Pořadí         | Stát                           | Zlato | Stříbro | Bronz | Celkově |
| 1              | Francie                        | 7     | 7       | 2     | 16      |
| 2              | Itálie                         | 1     | -       | -     | 1       |
| 3              | Rakousko                       | -     | 1       | 2     | 3       |
| 4              | Německá demokratická republika | -     | -       | 3     | 3       |
| 5              | Spojené státy americké         | -     | -       | 1     | 1       |
| Medailové sady | Medailové sady                 | 8     | 8       | 8     | 24      |